# Kajuri
Kajuri (Khajuri) o Kajuri Alladad fou un estat tributari protegit de l'Índia, governat per un girasia o thakur garantit pels britànics, un mian musulmà pindara, a l'agència de Bhopal. La superfície era de 2 km² i tenia 520 habitants. Els ingressos s'estimaven en 240 lliures.
Fou una de les subdivisions del territori assignat a Rajan Khan, germà del notable líder pindari Chitu. A la mort de Rajan Khan, Kajuri va passar a un dels seus fills, Ilahi Bakhsh, que fou succeït el 1859 per un fill pòstum, Karim Bakshsh.